# Матун (Висконсин)
Матун (енгл. Mattoon) град је у америчкој савезној држави Висконсин.

## Демографија
По попису из 2010. године број становника је 438, што је 28 (-6,0%) становника мање него 2000. године.
| Група             | 2000.       | 2010.       |
| Белци             | 443 (95,1%) | 338 (77,2%) |
| Афроамериканци    | 1 (0,2%)    | 1 (0,2%)    |
| Азијати           | 0 (0,0%)    | 7 (1,6%)    |
| Хиспаноамериканци | 2 (0,4%)    | 70 (16,0%)  |
| Укупно            | 466         | 438         |